# Lady Popular
Lady Popular este un online gratuit de modă, dezvoltat de către  o companie Bulgară Ks Software . A fost lansat prima dată în anul 2009, iar în august 2012, cea de-a doua versiune principală a fost introdusă oficial în România ca un joc separat sub denumirea de Lady Popular Arena modei. 
Lady Popular este un joc distractiv de modă destinat, în primul, rând publicului feminin. Jocul este tradus în 21 de limbi și are peste 8 mii de utilizatori înregistrați.

## Jocul
Fiecare jucătoare începe prin crearea unui caracter feminin numit Lady/Domnișoară. Apoi alege modul în care domnișoara va arăta (coafura, machiajul etc.), ținutele. Închiriază și decorează un apartament, întemeiază cluburi împreună cu alte jucătoare și participă sau organizează petreceri, se duelează la Arena modei, comunică cu celelalte jucătoare prin mesaje, comenarii sau chat, este în competiție cu ele în clasamentele domnișoarelor, pentru cel mai frumos apartament și cea mai bună petrecere.

### Începe să joci
Pentru a juca, utilizatorul trebuie mai întâi să se înregistreze. După aceea își creează o domnișoară (ochi, buze, păr, etc.) și îi dă un nume. Un sfătuitor îl ghidează prin joc la început și îl premiază pentru misiunile îndeplinite cu succes.

### Orașul
Orașul este un panou în joc de la care sunt accesibile principalele repere:
- Salonul de frumusețe – acolo poate fi schimbat modul în care arată domnișoara
- Mall – locul de unde domnișoara își cumpără hainele
- Cluburi – acolo domnișoara își poate găsi un iubit
- Magazinul de mobilă – locul de unde se cumpără mobila cu care domnișoara își va decora apartamentul
- Magazinul de animăluțe de companie – de unde se pot cumpăra animăluțe și accesorii pentru ele
- Centrul de petreceri – unde jucătoarea poate organiza pentreceri și își poate invita oaspeții
- Locuri de muncă – unde jucătoarea își poate trimite domnișoara să lucreze pentru a câștiga bani
- Carnaval – acolo jucătoarea poate participa la licitații virtuale, să câștige premii de la Cărțile norocului și să joace pentru haine și mobilă specială la Mașinaria modei.

### Arena modei
Arena modei este principala caracteristică în Lady Popular unde jucătoarea poate câștiga dolari (pentru cumpărături) și experiență (pentru a avansa în nivel). Jucătoarea își alege o oponentă pe Arena modei și cele două domnișoare își pun la întrecere popularitatea. Popularitatea este alcătuită de 6 indicatori – creativitate, stil, devotament, frumusețe, generozitate și loialitate pe care jucătoarea le mărește în joc.

### Competiții (podium)
În Lady Popular există competiții lunare și săptămânale la care se desemnează cea mai frumoasă domnișoară, apartament și animal de companie. În Arena Modei are loc competiția petrecerilor în loc de cea a animăluțelor de companie. 
Fiecare jucătoare poate participa la oricare competiție de pe podium. Poate vota celelalte domnișoare și în acest fel le poate crește sau reduce rezultatul. La sfârșitul perioadei de vot (săptămânal sau lunar), domnișoarele cu cel mai mare rezultat iși iau locul pe podiumul respectiv și sunt premiate. Toate rezultatele sunt reduse la zero și începe o nouă competiție.

### Cluburi
Cluburile de domnișoare au fost adăugate la Arena modei în iulie 2013 și cu ajutorul lor, domnișoarele au opțiunea de a juca în echipă. Fiecare jucătoare își poate crea propriul club sau se poate alătura unui club deja întemeiat. Fiecare club are statistici care trebuie crescute de către membri ca să aibă șanse mai mari pentru bonusuri în joc și pentru câștigarea luptelor de club (duelurile de echipă organizate de către președintele clubului). Președintele clubului poate alege un club de domnișoare oponent și poate stabili data și ora pentru lupta de club. Toți membrii clubului se pot alătura luptei și așa clubul va avea șanse mai bune de a câștiga lupta și de a fura trofeul (dacă va fi cazul) de la clubul oponent pentru bonusuri suplimentare.

### Petreceri
După implementarea petrecerilor la Lady Popular Arena modei, domnișoarele își pot organiza propriile petreceri de logodnă la care pot invita alte jucătoare. Pentru a fi gazda unei petreceri de logodnă, fiecare jucătoare trebuie să parcurgă câțiva pași-să închirieze și să decoreze locul unde se va ține petrecerea, să aleagă hainele pentru domnișoara și logodnicul său, etc. Își poate crea propriile invitații care vor fi trimise oaspeților. În timpul petrecerii, participanții se organizează într-o echipă și îndeplinesc misiuni de grup diferite pentru care sunt premiate, comunicând prin chat și votând petrecerea.

## Premii
Cel mai bun joc pe browser al anului, 2013'
- Primul loc în Favorite Community Game

Cel mai bun joc pe browser al anului, 2012
- Primul loc în Favorite Community Game
- Locul doi în Most popular
- Locul doi în Best 2D

Cel mai bun joc pe browser al anului, 2011
- Primul loc în Favorite Community Game

Cel mai bun joc pe browser al anului, 2010
- Primul loc în Favorite Community Game
- Locul doi în Most Popular